# Dana Rettke
Dana Rettke est une joueuse américaine de volley-ball née le 21 janvier 1999 à Riverside, dans l'Illinois. Elle a remporté avec l'équipe des États-Unis la médaille d'argent du tournoi féminin aux Jeux olympiques d'été de 2024, organisés à Paris.